# Тиханкіно
Тиха́нкіно (рос. Тиханкино, чув. Тихăнушкăнь) — присілок у Чувашії Російської Федерації, у складі Хозанкінського сільського поселення Красночетайського району.
Населення — 230 осіб (2010; 273 в 2002, 543 в 1979, 700 в 1939, 817 в 1926, 529 в 1897).
Національний склад (2002):
- чуваші — 99 %

## Історія
Історична назва — Тиханкіна. Засновано 19 століття як околоток села Хоршеваші. До 1835 року селяни мали статус державних, до 1863 року — статус удільних, займались землеробством, тваринництвом. 1897 року відкрито церковнопарафіяльну школу. На початку 20 століття діяло 4 вітряки, кузня. 1931 року створено колгосп «Червоний партизан». До 1920 року присілок входив до складу Атаєвської волості Курмиського (у період 1835–1863 років — у складі Атаєвського удільного приказу), до 1927 року — до складу Ядринського повіту. З переходом на райони 1927 року — спочатку у складі Красночетайського, у період 1962–1965 років — у складі Шумерлинського, після чого знову переданийдо складу Красночетайського району.

## Господарство
У присілку діють фельдшерсько-акушерський пункт, клуб та 2 магазини.